# Jessie Knight (atleta)
Jessie Knight (15 de junio de 1994) es una deportista británica que compite en atletismo, especialista en las carreras de velocidad.
Ganó una medalla de bronce en el Campeonato Mundial de Atletismo de 2022, una medalla de bronce en el Campeonato Mundial de Atletismo en Pista Cubierta de 2024 y una medalla de plata en el Campeonato Europeo de Atletismo en Pista Cubierta de 2021.

## Palmarés internacional
| Campeonato Mundial                   | Campeonato Mundial      | Campeonato Mundial | Campeonato Mundial |
| Año                                  | Lugar                   | Medalla            | Prueba             |
| ------------------------------------ | ----------------------- | ------------------ | ------------------ |
| 2022                                 | Eugene (Estados Unidos) | Medalla de bronce  | 4 × 400 m          |
| Campeonato Mundial en Pista Cubierta |                         |                    |                    |
| Año                                  | Lugar                   | Medalla            | Prueba             |
| 2024                                 | Glasgow (Reino Unido)   | Medalla de bronce  | 4 × 400 m          |
| Campeonato Europeo en Pista Cubierta |                         |                    |                    |
| Año                                  | Lugar                   | Medalla            | Prueba             |
| 2021                                 | Toruń (Polonia)         | Medalla de plata   | 4 x 400 m          |